# Negozio di dolci

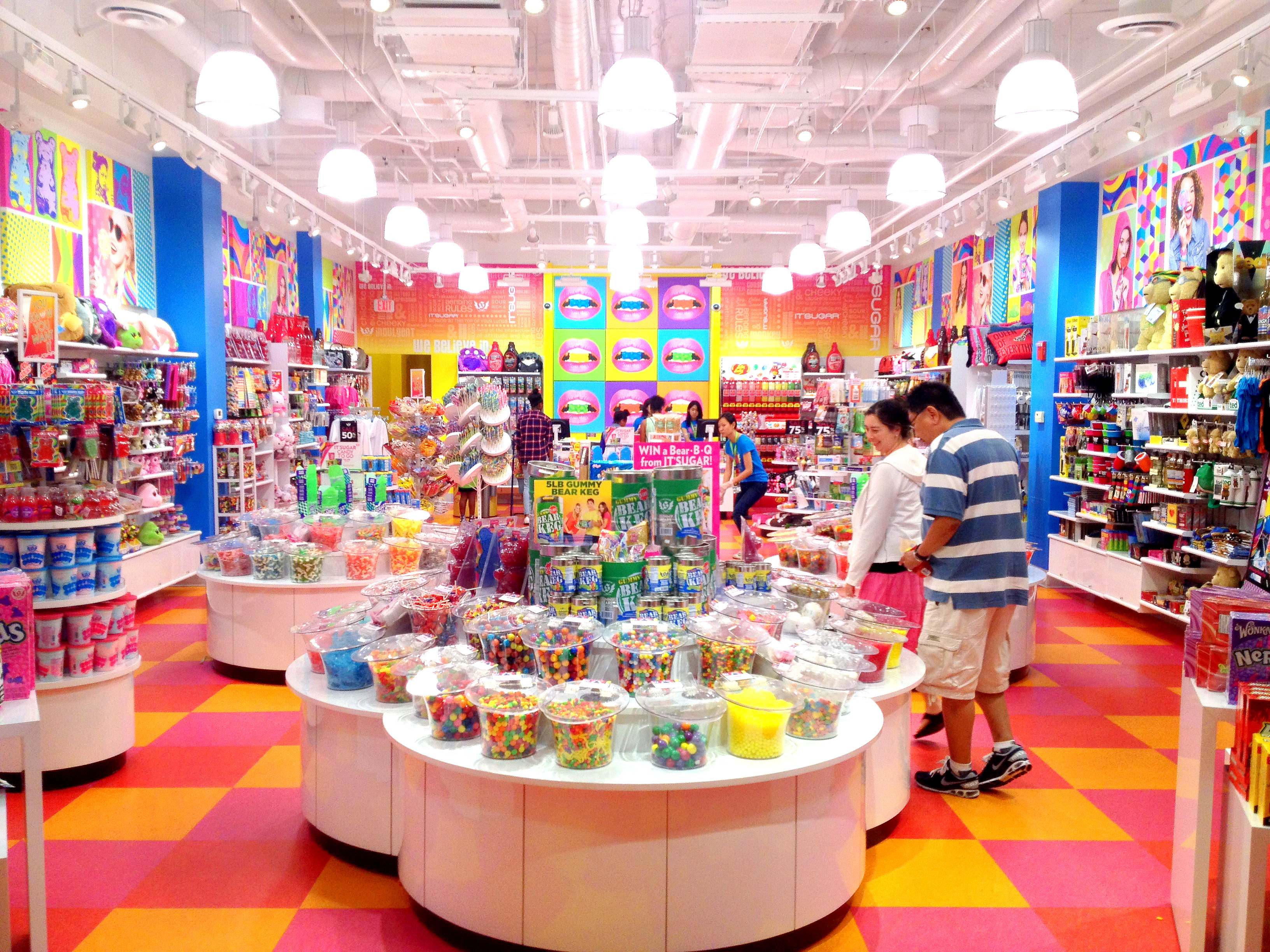
Un negozio di dolci nell'Illinois

Un negozio di dolci, anche detto negozio di dolciumi o negozio di caramelle, è un pubblico esercizio destinato alla vendita di alimenti dolci.

## Descrizione
Il negozio di dolci presenta un molto più vasto assortimento di dolci rispetto agli altri tipi di negozi di alimenti e i convenience store. Solitamente, nei negozi di dolci è possibile acquistare alimenti zuccherati artigianali e non di sorta, specialità da tutto il mondo e alimenti rétro. Molti negozi di dolci, oltre a essere indirizzati a un pubblico di bambini e adolescenti, sono accomunati da un'estetica accogliente e che vuole evocare un senso di nostalgia per l'infanzia nei suoi avventori.

## Storia
Le botteghe degli speziali dell'Europa medievale che vendevano prodotti infusi nello zucchero vengono oggi considerate degli antecedenti degli odierni negozi di dolci. Sebbene Akisato Ritō documenti, nel suo Miyako meisho zue del 1787, l'esistenza di un negozio di dolciumi eretto vicino al Grande Buddha di Tokyo, statua voluta da Toyotomi Hideyoshi e divenuta all'epoca una rinomata meta turistica, il Guinness dei primati sostiene che il punto vendita di questo genere più antico sia quello aperto nel 1827 a Pateley Bridge, in Inghilterra. Tuttavia, i negozi di dolci propriamente detti iniziarono a diffondersi significativamente solamente durante la rivoluzione industriale, quando si massificò la produzione dello zucchero, diventando parte delle comunità di tutto il mondo. La diffusione dei supermercati e dei rivenditori online costrinse molti negozi di questo tipo a lanciare dei punti vendita virtuali.